# Le Raysville
Le Raysville es un borough ubicado en el condado de Bradford en el estado estadounidense de Pensilvania. En el año 2000 tenía una población de 318 habitantes y una densidad poblacional de 153 personas por km².

## Geografía
Le Raysville se encuentra ubicado en las coordenadas 41°50′16″N 76°10′49″O / 41.83778, -76.18028.

## Demografía
Según la Oficina del Censo en 2007 los ingresos medios por hogar en la localidad eran de $37,292 y los ingresos medios por familia eran $43,750. Los hombres tenían unos ingresos medios de $32,500 frente a los $23,750 para las mujeres. La renta per cápita para la localidad era de $14,802. Alrededor del 7.9% de la población estaba por debajo del umbral de pobreza.